# 法迪·薩爾基相
法迪·薩爾基相（1923年9月18日—2010年1月11日）是一位亞美尼亞科學家和政治家。
薩爾基相於1977年至1989年擔任亞美尼亞蘇維埃社會主義共和國部長會議主席。
1993年至2006年，他擔任亞美尼亞國家科學院院長。